# Glentauchers
Glentauchers est une distillerie de whisky située à Keith dans le Banffshire en Écosse. Sa production est essentiellement destinée à la fabrication de blends, mais il est possible de trouver des single malts portant le nom de la distillerie.

## Histoire
La distillerie a été fondée le 29 mai 1897 sur les terres de la ferme des Tauchers, d’où son nom. La distillerie fut construite par un duo d’investisseurs W.P. Lowrie et un assembleur de Glasgow, James Buchanan. Une des clés de l’installation d’une distillerie à cet endroit était son accessibilité tant par la route que par le rail. James Buchanan commercialisait depuis 1884 des blends sous le nom de Buchanan Blend. Son assemblage connut rapidement un énorme succès. Il changea son nom pour adopter celui que le grand public lui avait donné en raison de la couleur de ses bouteilles : Black and White. Buchanan fit rapidement partie des 3 plus grands assembleurs d’Écosse avec Dewars et Johnnie Walker.
En 1906 James Buchanan devint seul propriétaire de Glentauchers. Il y lance la production d’un single malt avec une distillation en continu.
En 1925 la distillerie passe sous la coupe de la Distillers Company Ltd. Elle est complètement reconstruite en 1965 pour y tripler sa capacité de production. Glentauchers possède aujourd’hui 3 wash stills, 3 spirit stills en forme d’oignon. Son single malt est très représentatif des malts du Speyside marqué par la céréale et les fruits mûrs.
Glentauchers connu, dans son histoire, deux périodes de fermeture: entre 1939 et 1946 puis entre 1985 et 1989. En 1989 elle fut rouverte par la volonté de son nouveau propriétaire Allied Distillers.

## Production
La distillerie ne commercialise pas de single malt en nom propre. La quasi-totalité de la production est revendue aux assembleurs pour la fabrication des blends Black&White et Ballantine’s.
Trois embouteilleurs indépendants proposent aujourd’hui le single malt à la vente :
- Gordon & Macphail : Glentauchers 1990 40 %
- Duncan Taylor : Glentauchers 1990 Whisky Galore 46 %
- Jean Boyer : Glentauchers 2005 JB 43 %
- Asta Morris : Glentauchers  24 years 49.7%